# Hiregulabal, Bagalkot
Hiregulabal là một làng thuộc tehsil Bagalkot, huyện Bagalkot, bang Karnataka, Ấn Độ.